# 884 Priamus
884 Priamus là một tiểu hành tinh ở vành đai chính. Nó nằm ở điểm Lagrange L5 và di chuyển chung một quỹ đạo với Sao Mộc, nghĩa là nó là một thiên thể Troia của Sao Mộc trong "Nhóm Troia".
Tiểu hành tinh này do Max Wolf phát hiện ngày 22.9.1917 ở Heidelberg, và được đặt theo tên Priam, vua thành Troia, trong thần thoại Hy Lạp, người đã tham gia chiến tranh thành Troia.